# Wołynka (obwód kurski)
Wołynka (ros. Волынка) – osiedle typu wiejskiego w zachodniej Rosji, w sielsowiecie prigorodnieńskim rejonu rylskiego w obwodzie kurskim.

## Geografia
Miejscowość położona jest 2,5 km od centrum administracyjnego sielsowietu prigorodnieńskiego (Prigorodniaja Słobodka), 4,5 km od centrum administracyjnego rejonu (Rylsk), 106 km od Kurska.

## Demografia
W 2010 r. miejscowość zamieszkiwało 6 osób.